# Brooke Forde
Brooke Forde (ur. 4 marca 1999) – amerykańska pływaczka specjalizująca się w stylu dowolnym i zmiennym, wicemistrzyni olimpijska.

## Kariera
W 2018 roku na mistrzostwach Pacyfiku w Tokio na dystansie 400 m stylem zmiennym z czasem 4:39,22 zajęła czwarte miejsce.
Rok później podczas mistrzostw świata w Gwangju w tej samej konkurencji była dziewiąta (4:39,74).
Na igrzyskach olimpijskich w Tokio w 2021 roku płynęła w wyścigu eliminacyjnym sztafet 4 × 200 m stylem dowolnym i otrzymała srebrny medal, gdy Amerykanki zajęły w finale drugie miejsce.